# 1938 aux échecs
| Années des échecs : 1935 - 1936 - 1937 - 1938 - 1939 - 1940 - 1941    |
| Décennies des échecs : 1900 - 1910 - 1920 - 1930 - 1940 - 1950 - 1960 |

Cet article présente les faits marquants de l'année 1938 aux échecs.

## Événements majeurs
- Paul Keres remporte le tournoi AVRO tenu aux Pays-Bas en novembre, considéré comme l'un des plus forts tournois de l'histoire.

## Championnats nationaux
- Argentine : Roberto Grau remporte le championnat[1],[2]. Chez les femmes, c’est Dora Trepat de Navarro qui s’impose lors de la première édition du championnat féminin.
- Autriche nazie : Pas de championnat national pour cause d’Anschluss[3], ni de tournoi féminin[4].
- Belgique : Albéric O’Kelly remporte le championnat[5]. Chez les femmes, c’est M. Stoffels qui s’impose lors de la première édition du championnat[6].

- Brésil : Walter Cruz remporte le championnat[7].
- Canada : Maurice Fox remporte le championnat[8].
- Écosse : William Fairhurst remporte le championnat[9]
- États-Unis : Sammy Reshevsky remporte le championnat[Note 1],[10],[11]. Chez les femmes, Mona May Karff s’impose[12].
- Finlande: Toivo Salo remporte le championnat[13].
- France : Aristide Gromer remporte le championnat [14]. Chez les femmes, c’est Paulette Schwartzmann qui s’impose[15].

- Pays-Bas : Max Euwe remporte le championnat[16]. Chez les femmes, c’est Catharina Roodzant qui s’impose.
- Pologne : Pas de championnat[17].
- Royaume-Uni: Conel Hugh O'Donel Alexander remporte le championnat[18].
- Suisse : Hans Johner remporte le championnat [19].
- RSS d'Ukraine: Isaac Boleslavsky remporte le championnat[20],[21], dans le cadre de l’U.R.S.S.. Chez les femmes, Zinaida Artemieva, Berta Vaisberg et Sofiya Sokolyk s’imposent[22].
- Royaume de Yougoslavie : Borislav Kostic remporte le championnat[23],[24].

## Naissances
- Stefano Tatai
- Igor Zaïtsev

## Nécrologie
- 11 janvier : Arvid Kubbel (en)
- 19 janvier : Antoni Wojciechowski (en)
- 27 février : Erik Andersen
- 19 mai : Reginald Pryce Michell (en)
- 14 juin : Rudolph Sze (en)
- 4 juillet : Julius Brach (en)
- 15 juillet : Walter Robinow (en)
- 18 juillet : Fernando Canon (en)
- 25 juillet : Arthur Kaufmann
- 29 juillet : Nikolaï Krylenko
- 25 octobre : Paul Johner
- 10 novembre : Nikolaï Grigoriev
- En décembre : Hermann Keidanski (en)